# (308933) 2006 SQ372
(308933) 2006 SQ372 est un objet transneptunien du disque des objets épars.

## Orbite
(308933) 2006 SQ372 est remarquable par son aphélie alors estimé à 1 460 ua, qui était, au moment de sa découverte, le plus grand parmi les objets non cométaires connus ; alors que son périhélie de 24,1 ua se situe entre les orbites d'Uranus et de Neptune; sa période de révolution est d'environ 20 250 années. L'orbite étant très excentrique, elle peut varier énormément suivant l'époque, ainsi une époque de 2021 donne un aphélie à 2170 ua.

## Découverte
Cet objet a fait l'objet d'un rapport le 18 août 2008 à Chicago, à l'occasion d'un colloque international intitulé The Sloan Digital Sky Survey: Asteroids to Cosmology. Sa découverte date toutefois de septembre 2006 — d'où la désignation de l'objet — et la publication de la découverte de janvier 2007.
Les premières images prises datent du 27 septembre 2006.
Cet astéroïde a été découvert par Andrew C. Becker, Andrew W. Puckett et Jeremy M. Kubica.

## Catégorisation
La taille de l'objet incite certains astronomes à penser que 2006 SQ372 serait en fait une comète qui, en raison de son orbite particulière, ne déploiera jamais sa chevelure.

## Autres objets circulant sur des orbites lointaines

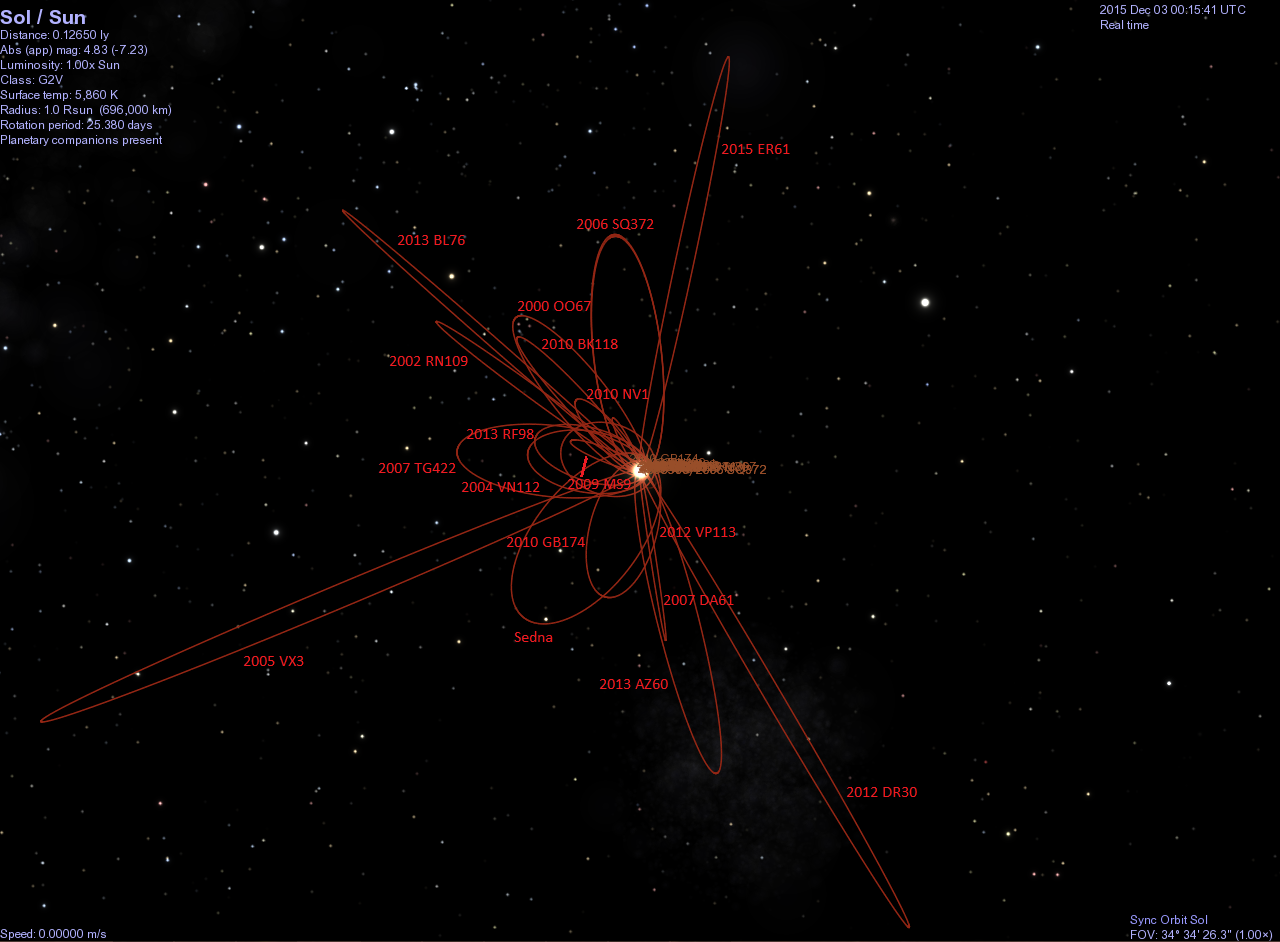
Orbite de ' comparée à celles d'autres objets distants, Sedna,,,,,,,,,,,,,,, 2015 ER_{61}.